# Asthenes huancavelicae
El canastero de Huancavelica o canastero de cola pálida (Asthenes huancavelicae), es una especie —o la subespecie Asthenes dorbignyi huancavelicae, dependiendo de la clasificación considerada— de ave paseriforme de la familia Furnariidae, perteneciente al género Asthenes. Es endémica de los Andes de Perú.

## Distribución y hábitat
Se distribuye por los Andes del oeste y centro sur de Perú (localmente en Áncash, también en Huancavelica y Ayacucho).
Esta especie es considerada común pero muy local en su hábitat natural: los matorrales montanos áridos con cactus columnares dispersos. Entre los 1800 y 3700 m de altitud.

## Estado de conservación
El canastero de Huancavelica fue calificado como casi amenazado por la Unión Internacional para la Conservación de la Naturaleza (IUCN) debido a que su pequeña población, estimada entre 2500 y 10 000 individuos maduros, se presume en decadencia, formada por múltiples pequeñas sub-poblaciones.

## Sistemática

### Descripción original
La especie A. huancavelicae fue descrita por primera vez por el ornitólogo estadounidense Alastair Robin Gwyn Morrison en 1938 bajo el nombre científico Asthenes dorbignyi huancavelicae; su localidad tipo es: «Yauli, 11,000 pies [c. 3350 m], Huancavelica, Perú».

### Etimología
El nombre genérico femenino «Asthenes» deriva del término griego «ασθενης asthenēs»: insignificante; y el nombre de la especie «huancavelicae», se refiere a la localidad tipo, Huancavelica, Perú.

### Taxonomía
La presente especie es tratada como la subespecie A. dorbignyi huancavelicae del canastero rojizo (Asthenes dorbignyi) por algunos autores, pero es reconocida como especie separada por el Congreso Ornitológico Internacional (IOC), Aves del Mundo (HBW) y Birdlife International (BLI) siguiendo a varios autores, como Ridgely & Tudor (2009) y Fjeldså & Krabbe (1990). Sin embargo, la Propuesta N° 27 al Comité de Clasificación de Sudamérica (SACC), proponiendo su separación se encuentra pendiente de aprobación aguardando más datos. Algunos autores tratan a la especie Asthenes usheri como subespecie de la presente, cuando ésta es considerada separada.
Las principales diferencias apuntadas por HBW para justificar la separación son: su tamaño ligeramente menor, mejor reflejado en su cola más corta; la rabadilla ligeramente más pálida; la lista superciliar más evidente; el babero de rufo más débil; y el canto trinado, más corto, de tono más bajo y de ritmo más lento.
Existe un taxón no descrito en Áncash morfológicamente bastante similar a la presente especie, pero de vocalización cercana a A. dorbignyi que probablemente represente una nueva especie separada. Es monotípica.